# Ever Hugo Almeida
Ever Hugo Almeida (Salto, 1 de julio de 1948) es un exfutbolista y exentrenador paraguayo nacido en Uruguay. Jugaba en la demarcación de guardameta. 
Se constituye en el futbolista con más encuentros jugados en la Copa Libertadores de América, con un total de 113 partidos, todos con el Olimpia de Paraguay. Disputó, en la más prestigiosa competición del fútbol americano, 5 finales (4 como jugador, 1 como entrenador), obteniendo el título de campeón con su equipo en 1979 y 1990. Es reconocido popularmente como uno de los máximos ídolos de la historia del "Rey de Copas" paraguayo. 
Obtuvo en Olimpia 16 títulos oficiales (seis de ellos, internacionales). Fue además arquero de la Selección de fútbol de Paraguay entre 1973-1986, siendo convocado en más de 40 partidos (entre oficiales y amistosos) y en el Mundial de México del año 1986 (aunque no llegó a jugar, a causa de un desgarro). Fue todo el tiempo suplente en la Albirroja debido a que tenía en frente al portero de Cerro Porteño, el "Gato" Roberto Fernández, otra leyenda del fútbol paraguayo.  .
Exitoso también como entrenador, dirigió en varias ocasiones a su amado Club Olimpia, consagrándose campeón en 1993 y alcanzando la final de la Copa Libertadores del año 2013. También obtuvo conquistas en el Club Nacional (Paraguay), Club Deportivo El Nacional de Ecuador y el Club Social y Deportivo Municipal de Guatemala (con el que además ganó una competición internacional).
Por su gran trayectoria en el Club Olimpia y la Selección de Fútbol de Paraguay, además de su gran palmarés como entrenador a nivel internacional, es considerado una de las Leyendas del Fútbol Latinoamericano.

## Trayectoria
Hizo su debut profesional en 1967 jugando por el CA Cerro de Montevideo. Luego de algunos años fue transferido al club Guaraní de Paraguay. Enseguida, en 1973, pasó al club Olimpia donde se convirtió en una leyenda para la institución por todos los logros conseguidos entre los que se cuentan una Copa Intercontinental (para cuya obtención fue elegido la figura, especialmente por lo realizado en la primera de las dos finales disputada en terreno visitante), dos Copas Libertadores de América, una Supercopa Sudamericana, una Copa Interamericana y una Recopa Sudamericana.
Ante tales éxitos podría decirse que Almeida conquistó todas las copas internacionales existentes hasta ese entonces. Jugó por casi dos décadas en el Olimpia, estableciendo un récord en la Copa Libertadores, siendo el jugador que más partidos disputó en la historia de dicha competición (113 encuentros). Por si fuera poco, Almeida posee otro dato estadístico para presumir al haber sido el primer arquero en la historia de la Libertadores en marcar un tanto, el cual lo consiguió a través de un tiro penal. Sucedió en la edición de 1984, dándole a Olimpia el triunfo por 1-0 sobre Estudiantes, el 27 de abril, en La Plata.
A nivel local con el Olimpia ganó diez campeonatos de Primera División, incluyendo un histórico hexacampeonato entre 1978 y 1983. Además, Almeida se caracterizó por ser un excelente ataja-penales, cualidad que le posibilitó a su equipo conseguir varias victorias a través de una definición por esa vía.
En 1991, a la edad de 42 años, decidió retirarse como jugador profesional y tras conseguir su licencia que lo habilita para ejercer la dirección técnica, debutó en Nacional en 1992. En la siguiente temporada llega a su querido Olimpia, al que lo sacó campeón de forma invicta en 1993.
Entre 1994 y 1995 se toma un breve descanso para dedicarse al periodismo. En 1996 retorna, esta vez en el banco del club Sportivo Luqueño, llegando a clasificarlo para la Copa Conmebol del año siguiente. Entre 1997 y 1998 estuvo al frente de Sol de América. En 2000, tras su fugaz pasantía en la Selección de Paraguay, regresa a Sol de América, logrando en el torneo Apertura una destacada campaña al alcanzar el segundo puesto. Previamente, en la pretemporada obtuvo una victoria digna de mención aunque solo haya sido en un amistoso, frente al Nacional de su país natal, por el marcador de 2-0 en el mismísimo estadio Centenario.
En 2001 emigra rumbo a Guatemala para dirigir al Municipal. Con este obtiene gran éxito ganando 5 títulos locales más uno internacional. En 2004 firma contrato con El Nacional de Ecuador en donde continúan las consagraciones, quedándose con los campeonatos de 2005 y 2006. En 2008 tuvo un breve paso por el Barcelona, permaneciendo solo por un semestre, sin resultados.
En agosto de 2008 abre un nuevo capítulo en su dilatada carrera al hacerse cargo, por segunda ocasión, de la conducción técnica del Olimpia, con la difícil misión de sacarlo de una profunda crisis futbolística en la que, desde el 2000, no ha obtenido título local alguno.
Sin embargo, en una decisión polémica y no compartida por la mayoría de la afición franjeada, en marzo de 2009, la directiva presidida por Eduardo Delmás determinó el cese de su función al frente del equipo. Olimpia se encontraba en ese momento en la segunda posición del torneo Apertura en 4 fechas disputadas, a 4 puntos del líder.
Pasados unos meses, en julio del mismo año, recibe una propuesta por parte de otro club paraguayo para conducir su escuadra, en este caso Nacional, la cual acepta. Se trata de su segundo ciclo al mando del conjunto albo, en donde inició su carrera como DT. Almeida encuentra su revancha de la mejor manera posible al conquistar el título de campeón del torneo Clausura 2009, precisamente enfrentando en la última fecha del certamen a su anterior equipo, Olimpia, igualando sin goles. Dicho logro no conseguía Nacional desde hacía 63 años. En 2010, tras la tempranera eliminación de la Copa Libertadores y otros malos resultados en el torneo local, Almeida presentó su renuncia el 14 de abril.
En 2013, Almeida retorna una vez más al Olimpia, esta vez de la mano del presidente del club hasta ese entonces, Marcelo Recanate. Disputó la primera fase de la Copa Libertadores 2013 (también llamada pre-Libertadores) contra Defensor Sporting de Uruguay al cual venció 2-0 logrando un cupo en la fase de grupos de dicha edición. En su grupo fue primero por encima de Newell´s Old Boys, Universidad de Chile y Deportivo Lara, consiguiendo el boleto a octavos de final donde Olimpia supera a Tigre de Argentina.
En cuartos de final venció a Fluminense y en la semifinal derrotó al Santa Fe colombiano para disputar así la final del torneo continental contra el Atlético Mineiro de Brasil. En el primer duelo Olimpia ganó 2-0 en Asunción mientras que en el partido de vuelta disputado en el estadio Mineirao los locales se impusieron por la misma diferencia de goles forzando así la tanda de penales donde el equipo brasileño se adjudicó el trofeo de campeón.
En marzo de 2014, Almeida pone punto final a su tercer ciclo tras las malas campañas posteriores al subcampeonato de Libertadores durante el torneo Clausura de 2013 y el pálido inicio del Apertura 2014. En mayo de 2015 es contratado por el Club Libertad para el torneo Clausura de la Primera División de Paraguay. Al finalizar la temporada se aleja de Libertad.
El 30 de agosto de 2016 asume la dirección del Club Nacional de Asunción, salvando del descenso al finalizar al temporada 2016 y clasificando a la Copa Conmebol Sudamericana 2017. Sin embargo, los malos resultados hicieron que se alejara nuevamente las funciones técnicas del club siendo cesado del mismo el 19 de marzo de 2017. Al poco tiempo se hizo cargo de la dirección del Club Sportivo Trinidense, hasta su posterior contratación por parte del Club Olimpia.
El jueves 11 de mayo de 2017 a las 10:00 (- 4 GMT) de la mañana de Paraguay, es confirmada la vuelta al club de sus amores, firmando con Olimpia hasta finales del Apertura 2017, pero con la posibilidad de seguir en el cargo o asumir otro dentro del mismo club, como lo confirmaba el presidente del club Marco Trovato.

## Selección nacional
Ha sido internacional con la selección de fútbol de Paraguay, desde 1973 hasta 1985, jugando 20 partidos, la gran mayoría amistosos. Fue suplente del portero de Cerro Porteño, el internacional Roberto Fernández. Antes del Mundial de 1986 sufrió un desgarro, por lo cual no pudo asistir.
Como entrenador, en 1999, del 10 de febrero al 10 de julio, tomó las riendas de la selección paraguaya, dirigiéndola en 13 partidos, entre ellos los de la Copa América que se realizó en su mismo país.
En mayo de 2010, Almeida fue designado seleccionador nacional de Guatemala.
El 6 de abril de 2011, Almeida al frente de la selección nacional sub-20 logró ser el primer técnico en clasificar a Guatemala a su primer mundial derrotando 2-1 a la selección de los Estados Unidos en el Estadio Nacional Mateo Flores en el premundial que se lleva a cabo en Ciudad de Guatemala en la categoría sub-20.
El 6 de agosto de 2011 logra clasificar a la selección nacional sub-20 de Guatemala a octavos de final de la Copa Mundial de dicha categoría desarrollada en Colombia, luego de derrotar 1-0 a Croacia, pese a haber perdido los 2 encuentros anteriores 0-5 frente a Nigeria y 0-6 frente a Arabia Saudí.

## Clubes

### Como jugador
| Club    | País     | Año       |
| ------- | -------- | --------- |
| Cerro   | Uruguay  | 1966-1971 |
| Guaraní | Paraguay | 1972      |
| Olimpia | Paraguay | 1973-1991 |

### Como entrenador
| Club                             | País      | Año       |
| -------------------------------- | --------- | --------- |
| Nacional                         | Paraguay  | 1992      |
| Olimpia                          | Paraguay  | 1993      |
| Sportivo Luqueño                 | Paraguay  | 1996      |
| Sol de América                   | Paraguay  | 1997-1998 |
| Selección de fútbol de Paraguay  | Paraguay  | 1999      |
| Sol de América                   | Paraguay  | 2000      |
| Municipal                        | Guatemala | 2001-2004 |
| El Nacional                      | Ecuador   | 2004-2007 |
| Barcelona                        | Ecuador   | 2008      |
| Olimpia                          | Paraguay  | 2008-2009 |
| Nacional                         | Paraguay  | 2009-2010 |
| Selección de fútbol de Guatemala | Guatemala | 2010-2012 |
| Olimpia                          | Paraguay  | 2013-2014 |
| Libertad                         | Paraguay  | 2015      |
| Nacional                         | Paraguay  | 2016-2017 |
| Sportivo Trinidense              | Paraguay  | 2017      |
| Olimpia                          | Paraguay  | 2017      |
| Municipal                        | Guatemala | 2017-2018 |
| Sol de América                   | Paraguay  | 2018-2019 |
| Rionegro Águilas                 | Colombia  | 2019      |
| Sol de América                   | Paraguay  | 2021      |
| El Nacional                      | Ecuador   | 2021-2024 |
| Mushuc Runa                      | Ecuador   | 2024-2025 |

## Palmarés

### Como jugador

#### Torneos nacionales
| Título           | Club    | País     | Año  |
| ---------------- | ------- | -------- | ---- |
| Primera División | Olimpia | Paraguay | 1975 |
| Primera División | Olimpia | Paraguay | 1978 |
| Primera División | Olimpia | Paraguay | 1979 |
| Primera División | Olimpia | Paraguay | 1980 |
| Primera División | Olimpia | Paraguay | 1981 |
| Primera División | Olimpia | Paraguay | 1982 |
| Primera División | Olimpia | Paraguay | 1983 |
| Primera División | Olimpia | Paraguay | 1985 |
| Primera División | Olimpia | Paraguay | 1988 |
| Primera División | Olimpia | Paraguay | 1989 |

#### Torneos internacionales
| Título                 | Club    | País      | Año  |
| ---------------------- | ------- | --------- | ---- |
| Copa Libertadores      | Olimpia | Argentina | 1979 |
| Copa Libertadores      | Olimpia | Ecuador   | 1990 |
| Copa Intercontinental  | Olimpia | Paraguay  | 1979 |
| Copa Interamericana    | Olimpia | Paraguay  | 1980 |
| Supercopa Sudamericana | Olimpia | Paraguay  | 1990 |
| Recopa Sudamericana    | Olimpia | Paraguay  | 1991 |

### Como entrenador

#### Torneos nacionales
| Título            | Club           | País      | Año  |
| ----------------- | -------------- | --------- | ---- |
| Primera División  | Olimpia        | Paraguay  | 1993 |
| Copa de campeones | Sol de América | Paraguay  | 1997 |
| Torneo Apertura   | Municipal      | Guatemala | 2001 |
| Torneo Clausura   | Municipal      | Guatemala | 2002 |
| Torneo Apertura   | Municipal      | Guatemala | 2003 |
| Copa Centenario   | Municipal      | Guatemala | 2003 |
| Copa Centenario   | Municipal      | Guatemala | 2004 |
| Serie A           | El Nacional    | Ecuador   | 2005 |
| Serie A           | El Nacional    | Ecuador   | 2006 |
| Torneo Clausura   | Nacional       | Paraguay  | 2009 |
| Serie B           | El Nacional    | Ecuador   | 2022 |

#### Torneos internacionales
| Título                       | Club      | País      | Año  |
| ---------------------------- | --------- | --------- | ---- |
| Copa Interclubes de la UNCAF | Municipal | Guatemala | 2001 |

## Récords
- Es el jugador que más partidos ha disputado en la historia del Club Olimpia con 581 partidos (451 locales y 130 internacionales) en 18 temporadas.
- Es el jugador con más títulos en la historia del Club Olimpia, ganando 16 títulos (10 locales y 6 internacionales).
- Es el jugador con mayor cantidad de presencias en la Copa Libertadores de América, llegando a jugar 113 partidos durante 16 ediciones entre 1973 y 1990, todos con Olimpia. Además nunca fue expulsado.[24]
- Primer arquero en la historia de la Copa Libertadores en anotar un gol.
- Siendo director técnico de Guatemala Sub-20 consiguió clasificar al Mundial Colombia 2011, siendo el primer y único en conseguirlo para Guatemala en cualquier categoría.
- Primer entrenador en dirigir a dos equipos en una misma fecha (la 16.a) en la primera división del fútbol paraguayo: Sportivo Trinidense (12 de mayo de 2017) y Olimpia (dos días después).[25]